# Liteni (gmina Moara)
Liteni – wieś w Rumunii, w okręgu Suczawa, w gminie Moara. W 2011 roku liczyła 699 mieszkańców. 